# 白月先
白月先（1954年3月-），男，回族，中华人民共和国政治人物，在职研究生学历。曾任辽宁省公安厅党委副书记、副厅长（正厅级），辽宁省政协常委、民族和宗教委员会副主任。2020年9月23日，因涉嫌严重违纪违法被辽宁省纪委调查。

## 生平
1971年4月至1975年8月在中国人民解放军旅顺4122部队服役，1975年8月转业至辽宁省公安厅政治部干部组任科员。1984年至 2003年历任辽宁省公安厅办公室秘书科副科长，辽宁省人民政府办公厅副处级秘书，辽宁省公安厅政治部干部处副处长、副主任，辽宁省大连市公安局副局长，辽宁省公安厅交通警察总队政委（副厅级），辽宁省公安厅交通安全管理局政委。2003年升任辽宁省公安厅纪委书记、督察长。2006年任辽宁省公安厅副厅长。2008年09月任辽宁省公安厅党委副书记兼任副厅长（正厅级）。2014年7月转任辽宁省政协民族和宗教委员会副主任。2018年退休。

### 被查
2020年9月23日，因涉嫌严重违纪违法被辽宁省纪委调查。2021年2月被开除党籍并移送检察机关依法审查起诉。2021年7月，白月先被锦州市人民检察院提起公诉。